# Gabriel Torje
Gabriel Andrei Torje (sinh ngày 22 tháng 11 năm 1989 tại Timişoara, România) là một cầu thủ bóng đá người România đang chơi cho câu lạc bộ Karabükspor theo dạng cho mượn từ Akhmat Grozny, anh chơi ở vị trí tiền vệ cánh phải là mẫu cầu thủ nhỏ con với chiều cao chỉ 1,67m nhưng sở hữu kỹ thuật cá nhân điêu luyện và tốc độ tốt, từng chơi hay trong màu áo Dinamo Bucuresti ở Romania. Anh được người hâm mộ đặt cho biệt danh "Messi mới" hay "Messi của Đông Âu".
Anh gia nhập Udinese với giá 10 triệu euro. Torje cũng là đội trưởng của đội U21 Romania, và xuất hiện ở đội tuyển trong một trận đấu giao hữu với Albania vào ngày 03 tháng 9 năm 2010 và anh đã ghi bàn thắng đầu tiên trong sự nghiệp thi đấu quốc tế của mình ở một trận đấu với Cộng hòa Síp tiếp đến ngày 02 tháng 9 năm 2011, anh lại ghi hai bàn trong chiến thắng 2-0 trước Luxembourg.

## Một số thành tích

### Câu lạc bộ
Tính đến  ngày 6 tháng 6 năm 2016
| CLB                | Mùa             | Giải | Giải | Cup  | Cup | UEFA | UEFA | Khác | Khác | Tổng cộng | Tổng cộng |
| CLB                | Mùa             | Trận | Bàn  | Trận | Bàn | Trận | Bàn  | Trận | Bàn  | Trận      | Bàn       |
| ------------------ | --------------- | ---- | ---- | ---- | --- | ---- | ---- | ---- | ---- | --------- | --------- |
| CFR Timişoara      | 2005–06         | 8    | 1    | 0    | 0   | 0    | 0    | 0    | 0    | 8         | 1         |
| CFR Timişoara      | Tổng số         | 8    | 1    | 0    | 0   | 0    | 0    | 0    | 0    | 8         | 1         |
| Poli Timişoara     | 2005–06         | 5    | 1    | 0    | 0   | 0    | 0    | 0    | 0    | 5         | 1         |
| Poli Timişoara     | 2006–07         | 15   | 0    | 3    | 0   | 0    | 0    | 0    | 0    | 18        | 0         |
| Poli Timişoara     | 2007–08         | 17   | 1    | 1    | 0   | 0    | 0    | 0    | 0    | 18        | 1         |
| Poli Timişoara     | Tổng số         | 37   | 2    | 4    | 0   | 0    | 0    | 0    | 0    | 41        | 2         |
| Dinamo             | 2007–08         | 15   | 1    | 1    | 0   | 0    | 0    | 0    | 0    | 16        | 1         |
| Dinamo             | 2008–09         | 30   | 3    | 3    | 0   | 2    | 0    | 0    | 0    | 35        | 3         |
| Dinamo             | 2009–10         | 29   | 3    | 3    | 0   | 8    | 0    | 0    | 0    | 40        | 3         |
| Dinamo             | 2010–11         | 29   | 9    | 4    | 1   | 4    | 1    | 0    | 0    | 37        | 11        |
| Dinamo             | 2011–12         | 5    | 1    | 0    | 0   | 4    | 1    | 0    | 0    | 9         | 2         |
| Dinamo             | Tổng số         | 108  | 17   | 11   | 1   | 18   | 2    | 0    | 0    | 137       | 20        |
| Udinese            |                 |      |      |      |     |      |      |      |      |           |           |
| 2011–12            | 1               | 0    | 0    | 0    | 0   | 0    | 0    | 0    | 1    | 0         |           |
| Granada (mượn)     |                 |      |      |      |     |      |      |      |      |           |           |
| 2012–13            | 34              | 3    | 1    | 0    | 0   | 0    | 0    | 0    | 35   | 3         |           |
| Tổng số            | 34              | 3    | 1    | 0    | 0   | 0    | 0    | 0    | 35   | 3         |           |
| Espanyol (mượn)    |                 |      |      |      |     |      |      |      |      |           |           |
| 2013–14            | 12              | 0    | 3    | 0    | 0   | 0    | 0    | 0    | 15   | 3         |           |
| Tổng số            | 12              | 0    | 3    | 0    | 0   | 0    | 0    | 0    | 15   | 3         |           |
| Konyaspor (mượn)   |                 |      |      |      |     |      |      |      |      |           |           |
| 2014–15            | 27              | 5    | 9    | 1    | 0   | 0    | 0    | 0    | 36   | 6         |           |
| Tổng số            | 27              | 5    | 9    | 1    | 0   | 0    | 0    | 0    | 36   | 6         |           |
| Osmanlıspor (mượn) |                 |      |      |      |     |      |      |      |      |           |           |
| 2015–16            | 25              | 3    | 1    | 0    | 0   | 0    | 0    | 0    | 26   | 3         |           |
| Tổng số            | 25              | 3    | 1    | 0    | 0   | 0    | 0    | 0    | 26   | 3         |           |
| Tổng thành tích    | Tổng thành tích | 272  | 33   | 31   | 2   | 18   | 2    | 0    | 0    | 321       | 37        |

### Bàn thắng quốc tế
| #  | Ngày                 | Địa điểm                                                           | Đối thủ    | Bàn thắng | Kết quả | Giải đấu                 |
| -- | -------------------- | ------------------------------------------------------------------ | ---------- | --------- | ------- | ------------------------ |
| 1  | 9 tháng 2 năm 2011   | Sân vận động Paralimni, Paralimni, Síp                             | Síp        | 0–1       | 1–1     | Giao hữu                 |
| 2  | 2 tháng 9 năm 2011   | Sân vận động Josy Barthel, Luxembourg City, Luxembourg             | Luxembourg | 0–1       | 0–2     | Vòng loại Euro 2012      |
| 3  | 2 tháng 9 năm 2011   | Sân vận động Josy Barthel, Luxembourg City, Luxembourg             | Luxembourg | 0–2       | 0–2     | Vòng loại Euro 2012      |
| 4  | 15 tháng 11 năm 2011 | Stadion Schnabelholz, Altach, Áo                                   | Hy Lạp     | 1–0       | 3–1     | Giao hữu                 |
| 5  | 15 tháng 8 năm 2012  | Stadion Stožice, Ljubljana, Slovenia                               | Slovenia   | 3–2       | 4–3     | Giao hữu                 |
| 6  | 7 tháng 9 năm 2012   | A. Le Coq Arena, Tallinn, Estonia                                  | Estonia    | 0–1       | 0–2     | Vòng loại World Cup 2014 |
| 7  | 11 tháng 9 năm 2012  | Arena Națională, Bucharest, România                                | Andorra    | 1–0       | 4–0     | Vòng loại World Cup 2014 |
| 8  | 6 tháng 2 năm 2013   | Sân vận động Ciudad de Málaga, Málaga, Tây Ban Nha                 | Úc         | 3–2       | 3–2     | Giao hữu                 |
| 9  | 11 tháng 10 năm 2013 | Sân vận động Thành phố Andorra la Vella, Andorra la Vella, Andorra | Andorra    | 0–3       | 0–4     | Vòng loại World Cup 2014 |
| 10 | 29 tháng 5 năm 2016  | Sân vận động Olimpico Grande Torino, Turin, Ý                      | Ukraina    | 1–0       | 3–4     | Giao hữu                 |
| 11 | 3 tháng 6 năm 2016   | Arena Națională, Bucharest, România                                | Gruzia     | 4–1       | 5–1     | Giao hữu                 |